# بطولة آسيا لكرة اليد للرجال 1979
بطولة آسيا لكرة اليد للرجال 1979 أقيمت في نانجينغ، الصين.

## الترتيب النهائي
| الترتيب | الفريق  |
| ------- | ------- |
| 1       | اليابان |
| الثاني  | الصين   |
| الثالث  | الكويت  |
| 4       | فلسطين  |
| 5       | الهند   |

## وصلات خارجية
- AHF